# Mantis beieri
Mantis beieri är en bönsyrseart som beskrevs av Roger Roy 1999. Mantis beieri ingår i släktet Mantis och familjen Mantidae. Inga underarter finns listade i Catalogue of Life.